# Lijst van staatshoofden van Congo-Kinshasa
Hieronder volgt een lijst van alle Congolese staatshoofden van 1885 tot vandaag. 

## Koningen van deonafhankelijke Congostaat(1885-1908)
| Monarch | Monarch                                                     | Regeringsperiode                   | Dynastie               | Echtgenoot/echtgenote                      | Echtgenoot/echtgenote |
| ------- | ----------------------------------------------------------- | ---------------------------------- | ---------------------- | ------------------------------------------ | --------------------- |
|         | Leopold II Leopold Lodewijk Filips Maria Victor (1835–1909) | 23 februari 1885 – 18 oktober 1908 | Saksen-Coburg en Gotha | Marie Henriëtte van Oostenrijk (1836-1902) |                       |

## Koningen en Staatshoofden vanBelgisch-Congo(1908-1960)
| Monarch | Monarch | Regeringsperiode                    | Dynastie               | Echtgenoot/echtgenote                      | Echtgenoot/echtgenote |
| ------- | --- | ----------------------------------- | ---------------------- | ------------------------------------------ | --------------------- |
|         | Leopold II Leopold Lodewijk Filips Maria Victor (1835–1909)                                                                                         | 18 oktober 1908 – 17 december 1909  | Saksen-Coburg en Gotha | Marie Henriëtte van Oostenrijk (1836-1902) |                       |
|         | Albert I Albert Leopold Clemens Marie Meinrad (1875-1934)                                                                                           | 23 december 1909 – 17 februari 1934 | Saksen-Coburg en Gotha | Elisabeth in Beieren (1876-1965)           |                       |
|         | Leopold III Leopold Filips Karel Albert Meinrad Hubertus Maria Miguel (1901-1983)                                                                   | 23 februari 1934 – 18 juni 1940     | België                 | Astrid van Zweden (1905-1935)              |                       |
|         | Albert de Vleeschauwer Jozef Albert de Vleeschauwer van Braekel (1897-1971) (Als speciaal administrateur van Congo en de Territoria Ruanda-Urundi.) | 18 juni 1940 – 20 september 1944    | Regering-Pierlot V     | Yvonne Van Gindertaelen (1901–1999)        |                       |
|         | Karel van België Karel Theodoor Hendrik Anton Meinrad (1903-1983) (Als Regent)                                                                      | 20 september 1944 – 21 juli 1950    | België                 | Jacqueline Peyrebrune (1921-2024)          |                       |
|         | Boudewijn Boudewijn Albert Karel Leopold Axel Marie Gustaaf (1930–1993) (Eerst als Regent en vanaf 17 juli 1951 als Koning.)                        | 21 juli 1950 – 30 juni 1960         | België                 | Fabiola Mora y Aragón (1928–2014)          |                       |

## Presidenten vanCongo-Leopoldstad(1960-1971)
| President | President                        | Ambtstermijn     | Ambtstermijn     | Partij | Partij |
| --------- | -------------------------------- | ---------------- | ---------------- | ------ | ------ |
|           | Joseph Kasavubu (±1915-1969)     | 1 juli 1960      | 24 november 1965 |        | ABAKO  |
|           | Joseph-Désiré Mobutu (1930-1997) | 24 november 1965 | oktober 1971     |        | MPR    |

## Presidenten van deRepubliek Zaïre(1971-1997)
| President | President                    | Ambtstermijn | Ambtstermijn | Partij | Partij |
| --------- | ---------------------------- | ------------ | ------------ | ------ | ------ |
|           | Mobutu Sese Seko (1930-1997) | oktober 1971 | 16 mei 1997  |        | MPR    |

## Presidenten vanCongo-Kinshasa(1997-heden)
| President | President                         | Ambtstermijn    | Ambtstermijn    | Partij | Partij    |
| --------- | --------------------------------- | --------------- | --------------- | ------ | --------- |
|           | Laurent-Désiré Kabila (1939-2001) | 17 mei 1997     | 18 januari 2001 |        | AFDL      |
|           | Joseph Kabila (1971)              | 26 januari 2001 | 25 januari 2019 |        | AFDL/PPRD |
|           | Félix Tshisekedi (1963)           | 25 januari 2019 | heden           |        | UDPS      |